# Земельні бони
Земе́льний бон — вид приватизаційних паперів, які плануються до використання для обміну на документи, що засвідчують право власності на частину державного земельного фонду.

## В Україні
Згідно з Постановою Верховної Ради «Про концепцію роздержавлення і приватизації підприємств, землі та житлового фонду» від 31 жовтня 1991, земельні бони мали бути документом, що посвідчують безоплатну приватизацію землі (аналогічно до житлових чеків та майнових сертифікатів).
У 1992 році Національний банк України та Фонд державного майна України ухвалили рішення про відкриття депозитних рахунків для приватизації земельного фонду в установах «Ощадбанку», а в 1993 році НБУ постановив, що номінальна вартість земельної бони буде визначена додатково.
Теоретично земельні бони можуть отримати всі особи, які станом на 24 серпня 1991 року були громадянами України, їх дія не обмежена в часі, і вони можуть передаватися в спадок.
Однак на практиці, на відміну від житлових чеків та майнових сертифікатів, Кабінет міністрів України так і не ухвалив рішення про емісію земельних бон. Не існує ніякого порядку їх випуску чи використання, їх неможливо отримати, а депозитні рахунки для приватизації земельного фонду не використовуються.